# Yasmine Wognin
 (juillet 2023).
Si vous disposez d'ouvrages ou d'articles de référence ou si vous connaissez des sites web de qualité traitant du thème abordé ici, merci de compléter l'article en donnant les références utiles à sa vérifiabilité et en les liant à la section « Notes et références ».
Yasmine Wognin est une candidate à des concours de beauté née le 16 novembre 1999 à Abidjan en Côte d'Ivoire.

## Biographie

### Jeunesse
Yasmine Olive Wognin naît le 16 novembre 1999 à Abidjan en Côte d'Ivoire. Fille de Fabien Zan Wognin et de Christine Coulibaly, elle est la sœur cadette de Stéphanie Wognin épouse Mel et perd son père à l'âge de 9 ans. Yasmine Wognin se concentre sur ses études pour obtenir un Master 2 en droit des affaires à l'école HEC d'Abidjan.

### Investissement personnel
Son enfance orpheline la pousse à s’impliquer dans la cause des enfants dont elle est monitrice à son église et qui la motive dans son combat pour la cause des orphelins.
Elle lutte pour la cause des enfants en général au travers d'ONG et d'associations déjà existantes. En particulier, elle lutte pour la prise en charge des enfants victimes d'abus sexuels vivant en famille ou ayant trouvé refuge dans la rue,.

## Concours de beauté
Yasmine Wognin utilise les plateformes de concours de beauté pour sensibiliser et faire part de son engagement pour la cause des enfants abusés.
Elle participe à des concours de beauté parallèlement à ses études et devient ainsi :
- 1ère Dauphine de Miss mini Port-Bouet en décembre 2012
- Miss HEC (son école) en 2022
- 1ère Dauphine de la région du Poro et finaliste de Miss Côte d’Ivoire en 2022
- Miss Supranational Côte d’Ivoire en 2023[3],[4]

Elle est candidate au concours Miss Supranational International du 14 juillet 2023,,,,,,